# 河北白喉乌头
河北白喉乌头（学名：Aconitum leucostomum var. hopeiense）为毛茛科乌头属下的一个变种。

## 扩展阅读
- 維基物種上的相關：河北白喉乌头